# Thomas Smet
Thomas Smet (Wilrijk, 12 juli 1988) is een Belgische atleet, die zich heeft toegelegd op het speerwerpen. Hij behaalde enkele Belgische jeugdtitels, alvorens in 2009 ook bij de senioren voor het eerst de nationale titel te veroveren en scoorde op internationale toernooien aansprekende resultaten. Hij is tevens de enige Belgische werper die meerdere medailles behaalde op Europese toernooien.

## Biografie
Smet, woonachtig in Zwijndrecht en lid van atletiekvereniging "Olympic Essenbeek Halle", voormalig Olse Merksem, deed voor de eerste maal van zich spreken in 2007 toen hij, na het behalen van de Belgische juniorentitel, op de Europese jeugdkampioenschappen in Hengelo op zijn specialiteit een bronzen medaille veroverde met een worp van 72,56 m.
Een jaar later veroverde hij de Belgische titel voor atleten onder 23 jaar en ontwikkelde hij zich prestatief tot een beste prestatie van 77,68.
In 2009 nam Thomas Smet deel aan de Europese kampioenschappen voor atleten tot 23 jaar in Kaunas. Hier werd hij met een worp van 77,84 verdienstelijk vijfde. De kroon op zijn werk voor dat jaar zette hij enkele weken later op de Belgische kampioenschappen door er zijn eerste nationale seniorentitel te veroveren. Zijn beste worp van 79,14 was niet alleen zijn beste prestatie ooit, maar ook goed genoeg om 80-meterwerper Tom Goyvaerts te verschalken, die in deze wedstrijd bleef steken op 78,36. Deze 79,14 is overigens het kampioenschapsrecord.
Beiden vertegenwoordigden hun land vervolgens bij de wereldkampioenschappen in Berlijn. Smet is de jongste werper in België die zich heeft gekwalificeerd voor een WK. In de Duitse hoofdstad kwam Smet echter niet in de buurt van zijn beste prestatie. Met 70,35 bleef hij in de kwalificatieronde op een 22e plaats steken, bij lange na niet voldoende om door te stomen naar de finale. Had hij zich willen kwalificeren, dan had hij ten minste zijn PR moeten evenaren. Dat zat er in Berlijn niet in.
Smet is sinds 1 november 2008 halftime profatleet bij Atletiek Vlaanderen. En sinds november 2009 fulltime profatleet.

## Belgische kampioenschappen
| Onderdeel   | Jaar       |
| ----------- | ---------- |
| speerwerpen | 2009, 2013 |

## Persoonlijk record
| Onderdeel   | Prestatie | Datum           | Plaats   |
| ----------- | --------- | --------------- | -------- |
| speerwerpen | 79,14 m   | 2 augustus 2009 | Oordegem |

## Palmares

### speerwerpen
- 2005: 7e EYOF in Lignano
- 2007:  EJK in Hengelo - 72,56 m
- 2008:  Europese Wintercup (U23) in Split - 77,68 m
- 2008:  BK AC - 69,21 m
- 2009: 5e Europese Wintercup (U23) in Los Realejos - 73,71 m
- 2009: 5e EK U23 in Kaunas - 77,84 m
- 2009:  BK AC - 79,14 m
- 2009: 22e kwal. WK in Berlijn - 70,35 m
- 2009: 10de Memorial Van Damme - 73,27 m
- 2010:  Europese Cup Winterwerpen (U23) in Arles - 76,67 m
- 2010:  BK AC - 72,09 m
- 2011: 6e Europese Cup Winterwerpen in Sofia - 75,01 m
- 2012: 11e Europese Cup Winterwerpen in Bar - 72,18 m
- 2012:  Flynth Recordwedstrijden te Hoorn - 74,59 m
- 2013:  Flynth Recordwedstrijden te Hoorn - 75,19 m
- 2013:  Klaverblad Arenagames te Hilversum - 78,62 m
- 2013:  BK AC - 73,55 m
- 2014:  BK AC - 69,35 m